# 뿔닭복
뿔닭복(영어: guineafowl puffer)은 인도-태평양 및 동태평양에 서식하는 복어다. 체장 50 센티미터까지 자란다.